# فوجیوارا نو تیشی
فوجیوارا نو تیشی (به ژاپنی: 藤原定子 Fujiwara no Teishi)، فوجیوارا نو ساداکو؛ ۹۷۷ – ۱۳ ژانویهٔ ۱۰۰۱) چوگو (همسر اصلی) امپراتور ایچیجو در دوره هی‌آن اهل ژاپن بود. او دختر فوجیوارا نو میچیتاکا و برادرزاده فوجیوارا نو میچیناگا بود. او همچنین خواهر فوجیوارا نو کوره‌چیکا و فوجیوارا نو تاکاایه بود. او در سال ۹۹۰ به ازدواج امپراتور ایچیجو (چوگو) درآمد. در سال ۹۹۹ میلادی از ازدواج او، فوجیوارا نو شوشی / فوجیوارا نو آکیکو (دختر فوجیوارا نو میچیناگا و دخترعموی ساداکو) به ازدواج امپراتور ایچیجو درآمد و عنوان چوگو (ملکه ارشد) به او تعلق گرفت و در سال ۱۰۰۰، به عنوان زن ارشد امپراتور کوگو خوانده شد. به این ترتیب به‌طور غیرمعمول و خارج از عرف امپراتور ایچیجو به اولین امپراتور در طول تاریخ ژاپن تبدیل شد که دارای دو همسر ارشد یکی با عنوان چوگو و دیگری با عنوان کوگو بود.

## ازدواج
در سال ۹۹۰، پدر او میچیتاکا، که مقام وزیر کشور (درست قبل از کانپاکو شدن) را داشت، ساداکو را به دربار امپراتوری آورد تا همسر امپراتور ایچیجو (خواهرزاده خود و شصت و ششمین امپراتور ژاپن) شود. در ابتدا او نیوگو بود. میچیتاکا که کانپاکو و سپس نایب‌السلطنه (سشو) جدید شد، برای تقویت موقعیت سیاسی خود می‌خواست ساداکو ملکه ارشد شود، اما در آن زمان، فوجیوارا نو جونشی حتی پس از کناره‌گیری امپراتور انیو (ژاپن) (سلطنت ۹۶۹–۹۸۴) به عنوان کوگو باقی ماند و مادر بیولوژیک ایچیجو، فوجیوارا نو سنشی، کوتایگو بود؛ بنابراین هیچ جای خالی برای اهدای یک مقام امپراتوری برای ساداکو وجود نداشت. طبیعتاً فردی که جرم و رسوایی مرتکب نشده بود، نمی‌توانست از تخت سلطنت خلع شود. با این حال، از آنجایی که ملکه در اصل «همسر مشروع پسر بهشت» است (طبق تفسیر مفاد حکم ریونو گیکه (Ryo no Gige) ja:令義解)، میچیتاکا تأکید کرد که همسر امپراتور انیو دایجو تننو (امپراتور بازنشسته) همچنان می‌تواند عنوان کوگو را حفظ کند با این حال، به ساداکو سمت چوگو (که تاکنون با کوگو هم‌معنی بود) را داد. این اولین باری بود که دو ملکه همزمان در کنار هم ایستاده بودند. در این زمان، منصب چوگو که به فوجیوارا نو جونشی متصل شده بود به تیشی (ساداکو) منصوب شد.
نقشه هوشمندانه پدر ساداکو این بود که «چوگو» را که نام دیگری برای کوگو یا همسر اصلی (ملکه ارشد) امپراتور بود، به عنوان موقعیتی جدا متعلق به یک ملکه کرد که جدا و مستقل از کوگو بود.
به این ترتیب تیشی مقام چوگو را به دست آورد و اوضاع در خانواده امپراتور به این صورت شد.
- چوگو (中宮): فوجیوارا نو ساداکو (همسر امپراتور ایچیجو دختر فوجیوارا نو میچیتاکا)
- کوگو: فوجیوارا نو جونشی (ملکه ارشد) همسر امپراتور انیو (ژاپن) (سلطنت ۹۶۹–۹۸۴)، او تا ۲۶ سپتامبر ۹۹۰ عنوان کوگو یا همسر ارشد امپراتوری را داشت.
- کوتایگو (ملکه مادر): فوجیوارا نو سنشی (همسر امپراتور آنیو مادر امپراتور ایچیجو و عمه ساداکو)
- تایکو دایکو (ملکه مادربزرگ) ja:太皇太后: شاهدخت ماساکو (ری‌زی) (همسر امپراتور ری‌زی مادربزرگ امپراتور ایچیجو)

پس از حادثه چوتوکو و مجازات برادران بزرگتر او فوجیوارا نو کوره‌چیکا و فوجیوارا نو تاکاایه، او موهای خود را برید و به معبد رفت اما از آنجائیکه بسیار مورد علاقه امپراتور بود برخلاف سنت و عرف جامعه امپراتور او را دوباره به قصر خود بازگرداند. در ۱۷ دسامبر ۹۹۹ میلادی، او اولین پسر امپراتور ایچیجو، شاهزاده آتسویاسو را به دنیا آورد. در ۲ آوریل ۱۰۰۰، عنوان «کوگو» به او داده شد و همسر دیگر امپراتور فوجیوارا نو شوشی قبلاً در هنگام ازدواج در سال ۹۹۹ لقب «چوگو» را به خود اختصاص داده بود. در پایان همان سال، ساداکو بلافاصله پس از به دنیا آمدن دومین شاهزاده، شاهزاده امپراتوری امیکو، درگذشت.